# كولين داودسويل
كولين داودسويل (بالإنجليزية: Colin Dowdeswell)‏ مواليد 12 مايو 1955 في لندن، هو لاعب كرة مضرب بريطاني سابق وكان يلعب باليد اليمنى. أعلى تصنيف له في الفردي كان المركز الـ 31 في سنة 1983. أعلى تصنيف له في الزوجي كان المركز الـ 24 في سنة 1980.

## روابط خارجية
- كولين داودسويل على موقع رابطة محترفي التنس (الإنجليزية)
- كولين داودسويل على موقع الاتحاد الدولي لكرة المضرب (الإنجليزية)
- كولين داودسويل على موقع كأس ديفيز (الإنجليزية)
- كولين داودسويل على موقع خلاصة التنس.كوم (الإنجليزية)